# Thorvald Boeck
 Der er for få eller ingen kildehenvisninger i denne artikel, hvilket er et problem. Du kan hjælpe ved at angive troværdige kilder til de påstande, som fremføres i artiklen.

Thorvald Olaf Boeck (15. august 1835 i Kristiania-21. april 1901 sammesteds) var en norsk bibliograf, søn af Christian Boeck.
Boeck blev cand. jur. 1860, fra 1863 ansat i Kirkedepartementet, hvor han fra 1874 var fuldmægtig, vandt 1864 universitetets guldmedalje for en prisopgave om fiske- og trælastpriser, var formand i Kristiania Arbejdersamfund 1877-79, således ved det stormende Flagmøde dèr 13. marts 1879 angående indførelsen af det af H.E. Berner foreslåede trefarvede norske flag.
Boeck var en usædvanlig ivrig og kyndig bogsamler, der til slut ejede Norges hidtil betydeligste privatbibliotek, omfattende over 30000 bind, overvejende bestående af norsk og dansk skønlitteratur og historie, hvoriblandt også mange sjeldenheder. Den enestaaende Samling blev 1899 solgt til Videnskabsselskabet i Trondhjem, i hvis bibliotek den – forsynet med Boecks ex libris – udgør en egen afdeling. Boeck udgav en del bibliografiske og personalhistoriske arbejder, hvoriblandt Efterretninger om gejstlige Embeder i Norge (1871).